# 무고죄
| |
| 형법 刑法 |
| 형법학 · 범죄 · 형벌 죄형법정주의 |
| 범죄론 |
| 구성요건 · 실행행위 · 부작위범 간접정범 · 미수범 · 기수범 · 중지범 불능범 · 상당인과관계 고의 · 고의범 · 착오 과실 · 과실범 공범 · 정범 · 공동정범 공모공동정범 · 교사범 · 방조범 |
| 항변 |
| 위법성조각사유 · 위법성 · 책임 · 책임주의 책임능력 · 심신상실 · 심신미약 · 정당행위 · 정당방위 · 긴급피난 · 오상방위 · 과잉방위 · 강요된 행위                                     |
| 죄수 |
| 상상적 경합 · 연속범 · 병합죄 |
| 형벌론 |
| 사형 · 징역 · 금고 벌금 · 구류 · 과료 · 몰수 법정형 · 처단형 · 선고형 자수 · 작량감경 · 집행유예                                                                                  |
| 대인범죄 |
| 보통살인죄 · 존속살해죄 · 자살교사·방조죄 |
| 촉탁승낙살인죄 · 영아살해죄 · 낙태죄 |
| 상관살해죄 |
| 폭행죄 · 상해치사죄 · 절도죄 |
| 성범죄 · 성매매알선 · 강간죄 |
| 유괴 · 과실치사상죄 · |
| 대물범죄 |
| 손괴죄 · 방화죄 |
| 절도죄 · 강도죄 · 사기죄 |
| 사법절차 방해죄 |
| 공무집행방해죄 · 뇌물죄 |
| 위증죄 · 배임죄 |
| 미완의 범죄 |
| 시도 · 모의 · 공모 |
| 형법적 항변 |
| 자동증, 음주 & 착오 |
| 정신 이상 · 한정책임능력 |
| 강박 · 필요 |
| 도발 · 정당방위 |
| 다른 7법 영역 |
| 헌법 · 민법 · 형법 |
| 민사소송법 · 형사소송법 · 행정법 |
| 포털: 법 · 법철학 · 형사정책 |
| v • d • e • h |

무고죄(誣告罪, defamation)는 타인으로 하여금 형사처분 또는 징계처분을 받게 할 목적으로 수사기관이나 공무소 또는 공무원에 대하여 허위의 사실을 신고함으로써 성립되는 대한민국 형법상의 범죄를 말한다. 10년 이하의 징역 또는 1,500만원 이하의 벌금에 처한다. 의도적으로 증거를 조작하는 등 무고의 고의가 인정되어야 무고죄가 성립된다.

## 종류
- 자기무고 - 자기자신이 형사처분 또는 징계처분 받을 목적으로 허위로 공무소, 공무원에게 신고하는 것으로서 무고죄의 구성요건해당성이 없어 벌하지 아니한다. 다만, 제3자에게 자기무고를 교사 또는 방조한 자는 처벌받는다는 것이 대법원의 판례이다.
- 승낙무고 - 피해자의 승낙이 있더라도 이 죄가 성립하고, 반대로 피해자가 있더라도 당해 국가기관의 직무를 그르칠 위험성이 없는 때에는 성립하지 않는다.

## 허위사실
- 객관적 진실에 반하는 사실이기에 신고내용이 객관적 진실과 부합하면 이 죄는 성립되지 않는다.
- 신고사실 전부가 반드시 허위일 필요는 없으며, 허위의 일부사실의 존부가 범죄사실 또는 징계사유의 성부에 직접 영향을 줄 정도에 이르지 않을 때에는 허위사실이라 할 수 없다.
- 허위사실은 형사처분, 징계처분의 원인이 될 것이어야 하며, 신고사실이 범죄를 구성하지 않을 경우에는 애당초 무고죄가 되지 아니한다.

## 신고
- 신고방법에는 제한 없다.[2]
- 자진하여 사실을 고지하는 행위. 수사기관의 요청에 의해 알고 있는 사실을 말하는 것은 신고대상이 아니다.
- 허위사실인 줄 모르고 신고한 사람은 나중에 이를 알고도 고의를 방치한 경우에 부작위에 의한 무고는 성립하지 않는다.

## 사례
어느 날 횡령혐의로 경찰서에서 구속수사 받고 있던 甲은 자신의 처 乙에게 횡령관련 서류를 감추라고 하면서, 동시에 같은 회사에 다니는 丙이 횡령의 진범이라는 내용으로 익명의 투서를 검찰청에 보내도록 하였다. 이에 乙은 남편의 지시대로 하였다. 이 경우 乙은 무고죄의 죄책을 질 수 있다.

## 판례
- 위법성조각사유가 있음을 알면서도 이를 숨기고 범죄가 되는 사실만 신고한 때에는 무고죄의 허위의 사실을 신고한 때에 해당한다.[4]
- 피고인이 사립대학교 교수인 甲, 乙로 하여금 징계처분을 받게 할 목적으로 국민권익위 원회에서 운영하는 범정부 국민포털인 국민신문고에 민원을 제기한 경우, 무고죄가 성립하지 않는다.[5]
- 무고죄에서의 무고는 ‘타인으로 하여금 형사처분 또는 징계처분’을 받게 할 목적으로 허 위의 사실을 신고하는 행위를 말하며 이때 ‘징계처분’에는 변호사에 대한 징계처분도 포 함된다.[6]
- 피무고자의 승낙을 받아 허위사실을 기재한 고소장을 제출하였다면 피무고자에 대한 형사처분이라는 결과발생을 의욕하지 않았더라도 그러한 결과발생에 대한 미필적 인식은 있었으므로 무고죄가 인정될 수 있다.[7]
- 피고인이 허위사실을 신고하였지만 신고된 범죄사실에 대한 공소시효가 완성되었음이 신고내용 자체에 의하여 분명한 경우 무고죄가 성립하지 않는다.[8]
- 신고자가 객관적 사실관계를 사실 그대로 신고한 이상 그 객관적 사실을 토대로 한 나름 대로의 주관적 법률평가를 잘못하고 이를 신고하였다 하여 그 사실만을 가지고 허위사실 을 신고한 것에 해당하여 무고죄가 성립한다고 할 수 없다.[9]
- 피고인 자신이 상대방의 범행에 공범으로 가담하였음에도 자신의 가담사실을 숨기고 상대방만을 고소한 경우, 피고인의 고소내용이 상대방의 범행 부분에 관한 한 진실에 부합하므로 이를 허위의 사실로 볼 수 없고, 상대방의 범행에 피고인이 공범으로 가담한 사실을 숨겼다고 하여도 그것이 상대방에 대한 관계에서 독립하여 형사처분 등의 대상이 되지 아니할뿐더러 전체적으로 보아 상대방의 범죄사실의 성립 여부에 직접 영향을 줄 정도에 이르지 아니하는 내용에 관계되는 것이므로 무고죄가 성립하지 않는다.[10]
- 무고죄는 부수적으로 개인이 부당하게 처벌받거나 징계를 받지 않을 이익도 보호하지만, 국가의 형사사법권 또는 징계권의 적정한 행사를 주된 보호법익으로 한다.[11]
- 허위의 사실을 신고하였더라도 신고 당시 그 사실 자체가 형사범죄를 구성하지 않으면 무고죄는 성립하지 않는다.[12]
- 허위로 신고한 사실이 무고행위 당시 형사처분의 대상이 될 수 있었던 경우라면, 이후 그러한 사실이 형사범죄가 되지 않는 것으로 판례가 변경되었더라도 특별한 사정이 없는 한 이미 성립한 무고죄에는 영향을 미치지 않는다.[13]
- 甲이 자기 자신을 무고하기로 乙․丙과 공모하고 이에 따라 무고행위에 가담하였더라도 甲을 무고죄의 공동정범으로 처벌할 수 없다.[14]
- 형법 제156조의 무고죄는 국가의 형사사법권 또는 징계권의 적정한 행사를 주된 보호법익으로 하는 죄이나, 스스로 본인을 무고하는 자기무고는 무고죄의 구성요건에 해당하지 아니하여 무고죄를 구성하지 않는다. 그러나 피무고자의 교사·방조 하에 제3자가 피무고자에 대한 허위의 사실을 신고한 경우에는 제3자의 행위는 무고죄의 구성요건에 해당하여 무고죄를 구성하므로, 제3자를 교사·방조한 피무고자도 교사·방조범으로서의 죄책을 부담한다.[15]
- 무고죄에서 신고한 사실이 객관적 진실에 반하는 허위사실이라는 점에 관하여는 적극적인 증 명이 있어야 하며, 신고사실의 진실성을 인정할 수 없다는 점만으로 곧 그 신고사실이 객관적 진실에 반하는 허위사실이라고 단정하여 무고죄의 성립을 인정할 수는 없다.[16]
- 피고인이 위조수표에 대한 부정수표단속법 제7조의 고발의무가 있는 은행원을 도구로 이용하여 수사기관에 고발을 하게 하고, 이어 수사기관에 대하여 특정인을 위조자로 지목한 경우, 이는 사법경찰관의 질문에 답변으로 한 것이라 할지라도 자발성이 인정되어 무고죄가 성립한다.[17]
- 성폭행 등의 피해를 입었다는 신고사실에 관하여 불기소처분 내지 무죄판결이 내려졌다고 하여, 그 자체를 무고를 하였다는 적극적인 근거로 삼아 신고내용을 허위라고 단정하여서는 아니 된다.[18]
- 무고죄는 타인으로 하여금 형사처분이나 징계처분을 받게 할 목적으로 신고한 사실이 객관적 진실에 반하는 허위사실인 경우에 성립한다. 무고죄의 범의는 반드시 확정적 고의일 필요가 없고 미필적 고의로도 충분하므로, 신고자가 허위 라고 확신한 사실을 신고한 경우(확정적 고의)뿐만 아니라 진실하다는 확신없는 사실을 신고하는 경우(미필적 고의)에도 그 범의를 인정할 수 있다.[19]
- 피무고자의 승낙이 있었다고 하더라도 무고죄의 성립에는 영향을 미치지 못한다.[20]
- 타인에게 형사처분을 받게 할 목적으로 허위의 사실을 신고한 행위가 무고죄를 구성하기 위하여는 신고된 사실 자체가 형사처분의 원인이 될 수 있어야 할 것이어서, 가령 허위의 사실을 신고하였다 하더라도 그 사실 자체가 형사범죄로 구성되지 아니한다면 무고죄는 성립하지 아니한다.[21]
- 무고죄는 타인으로 하여금 형사처분이나 징계처분을 받게 할 목적으로 신고한 사실이 객관적 진실에 반하는 허위사실인 경우에 성립하는 범죄이므로 신고한 사실이 객관적 사실에 반하는 허위사실이라는 요건은 적극적인 증명이 있어야 하며, 신고사실의 진실성을 인정할 수 없다는 소극적 증명만으로 곧 그 신고사실이 객관적 진실에 반하는 허위사실이라고 단정하여 무고죄의 성립을 인정할 수는 없다.[22]
- 형법 제156조의 무고죄는 국가의 형사사법권 또는 징계권의 적정한 행사를 주된 보호법익으로 하는 죄이나, 스스로 본인을 무고하는 자기무고는 무고죄의 구성요건에 해당하지 아니하여 무고죄를 구성하지 않는다. 그러나 피무고자의 교사·방조 하에 제3자가 피무고자에 대한 허위의 사실을 신고한 경우에는 제3자의 행위는 무고죄의 구성요건에 해당하여 무고죄를 구성하므로, 제3자를 교사·방조한 피무고자도 교사·방조범으로서의 죄책을 부담한다.[23]
- 농업협동조합중앙회나 그 회장은 무고죄의 공무소나 공무원에 해당하지 않는다.[24]

## 같이 보기
- 대한민국 형법 제156조
- 위증죄